# Dumitru Armășescu
Dumitru Armășescu (n. 25 februarie 1947), de profesie arhitect, este un fost deputat român în legislatura 1990-1992, ales în județul Hunedoara pe listele partidului FSN. Ulterior, a devenit om de afaceri. În cadrul activității sale parlamentare, Dumitru Armășescu a fost membru în grupul parlamentar de prietenie cu Regatul Belgiei. Dumitru Armășescu a fost membru în comisia pentru administrație centrală și locală, amenajarea teritoriului și urbanism.